# ذيل الكلب الملون
ذيل الكلب الملون (باللاتينية: Cynosurus coloratus) نوع نباتي من جنس ذيل الكلب.

## الموئل والانتشار
موطنه بلاد الشام ومصر والمغرب العربي وقبرص.

## مرادفات للاسم العلمي
- (باللاتينية: Cynosurus callitrichus Barbey)